# Antimyolemmaler Antikörper
Antimyolemmale Antikörper (AMLA) sind gegen das Myolemm der Herzmuskelzellen gerichtete Autoantikörper. Antimyolemmale Antikörper werden wie auch antisarkolemmale Antikörper (ASA) häufig im Rahmen von Herzmuskelentzündungen gebildet, denn sie scheinen sowohl an die für die Herzmuskelentzündung verantwortlichen Viren zu binden als auch kreuzreaktiv gegen Komponenten des Myolemm. Jedoch ist die klinische Rolle der AMLA nicht geklärt.
Im Gegensatz zu den meisten Autoantikörpern enthalten AMLA nur einen geringen IgM-Anteil und bestehen hauptsächlich aus IgG-Antikörpern. Ihr Auftreten wird bei älteren Patienten häufiger beobachtet.
Der Nachweis von AMLA und ASA wird als diagnostischer Marker zum Nachweis von Herzmuskelentzündungen verwendet und kann bei einigen Patientenkollektiven prognostische Hinweise auf die Krankheit liefern.